# Hiroaki Kamijo
Hiroaki Kamijo (født 22. april 1989) er en japansk tidligere professionel fodboldspiller.
Han har spillet for flere forskellige klubber i sin karriere, herunder Fagiano Okayama.